# Soggetto economico
Un soggetto economico è una persona o gruppo di persone che esercita un potere volitivo e rappresenta il centro decisionale della gestione, prendendo decisioni strategiche, determinando gli obiettivi generali e le attività per realizzarli, nell'ambito delle scelte più adatte per adeguare i mezzi limitati al soddisfacimento dei bisogni della collettività. È anche il soggetto nel cui prevalente interesse viene svolta l'attività economica.

## Il soggetto economico individuale
Il soggetto proprietario dell'impresa influisce in maniera decisiva sui modelli di governance (esercizio del potere, modo di organizzare le attività, modo di decidere), di talché l'assetto proprietario può essere utilizzato come criterio per classificare le imprese, rispetto alla composizione della proprietà ed alla stabilità dell'assetto proprietario.
La cosiddetta impresa padronale è il modello di impresa più diffuso al mondo, costituendo l'85% delle PMI europee. Nell'impresa padronale, la proprietà è concentrata nelle mani di un solo soggetto economico, in modo tendenzialmente stabile, sicché la figura dell'imprenditore è evidentemente quella di padrone e capo (proprietà e controllo riuniti insieme).
Il soggetto economico individuale è un fenomeno tipico delle imprese di piccole dimensioni, ma non mancano esempi di imprese di grandi dimensioni (Benetton, Zegna, Lavazza, BMW).
L'obiettivo del soggetto economico individuale è la massimizzazione del profitto, raggiungibile grazie alla propensione al rischio e alla agilità e versatilità nelle scelte imprenditoriali. Qualche svantaggio può derivare da una certa debolezza finanziaria (valori extra-economici) e manageriale (incapacità tecnica nel portare avanti le idee di progresso).

## Classificazione
Si possono distinguere generalmente tre tipologie:
- Come proprietario o shareholder; può essere l'azionista  o il capitalista puro, che nell'impresa rappresenta colui che apporta capitale, mentre tutti gli altri sono terzi. Il capitale è visto come elemento importante per la vita dell'impresa.

Funzione: assunzione del rischio patrimoniale di breve termine necessario al concreto operare dell'azienda.
- Come gruppo di controllo o di comando; coloro che gestiscono l'azienda, si occupano dell'organizzazione dei fattori produttivi, apportano idee e concetti, ma non apportano capitali, ossia i Manager. Separazione tra proprietà e controllo. La coordinazione è vista come elemento importante per la sopravvivenza dell'impresa.

Schumpeter chiamava questo tipo di soggetto IMPRENDITORE PURO, in quanto di solito l'imprenditore si occupa di mantenere in vita nel migliore dei modi l'azienda, in questo caso è puro perché non apporta capitale.
Funzione: coordinamento delle attività e processi economici, o meglio la funzione imprenditoriale.
- Come portatore di interessi istituzionali o costuents; tutti gli attori coinvolti profondamente dell'impresa. Ci sono due modi di vedere il portatore di interessi istituzionali:
  - Prestatore di lavoro e capitale
  - Tutti coloro che abbiano interesse all'attività negli scambi con l'impresa (stakeholders)

Funzione: trasformazione economica dove si ha una compartecipazione di tutti i fattori e condizioni produttive ai processi di produzione del valore (tutti i fattori sono importanti) e l'assunzione del rischio nel lungo termine di tutti i soggetti portatori di fattori produttivi.
Il soggetto economico in:
- impresa individuale è l'imprenditore stesso, ed ha una responsabilità illimitata.
- società di persone:
  - S.n.c. sono i soci stessi
  - S.a.s. sono si soci accomandatari
- società di capitali
  - S.p.a. sono i soci stessi
  - S.a.p.a. sono i sono soci accomandanti
  - S.r.l. sono i soci stessi